# Shaw, Savill & Albion C-Klasse
Die „C“-Klasse der britischen Reederei Shaw, Savill & Albion war eine Baureihe von Linienfrachtern. Die Schiffsklasse bestand aus fünf Motorschiffen desselben Schiffstyps, die von vier verschiedenen Werften gebaut wurden.

## Technik
Der Grundentwurf der Schiffe war eine Weiterentwicklung der ab 1948/49 gebauten Delphic-Klasse. Die Auslegung mit mittschiffs liegenden Aufbauten und dem konventionellen Ladegeschirr aus 14 7-Tonnen-Ladebäumen, sechs 5-Tonnen-Leichtladebäumen, vier 12-Tonnen-Ladebäumen und einem 70-Tonnen-Schwergutbaum war speziell für den von Europa über Neuseeland und die Karibik zurück nach Europa führenden  Dienst der Reederei entwickelt worden. Die rund 156 Meter langen und 21 Meter auf Spanten breiten Schiffe besaßen sechs Laderäume mit zwei, beziehungsweise drei Zwischendecks und  großer Kühlraumkapazität. Laderaum 1 und 6 waren komplett für herkömmliche Trockenladung ausgelegt, ebenso der jeweils oberste Zwischendecksraum der Laderäume 2 und 4. Der Unterraum und die beiden unteren Zwischendecks des Laderaum 2, der komplette Laderaum 3,  welcher direkt unter dem Deckshaus lag, und der Unterraum und die beiden unteren Zwischendecks des Laderaums 5 waren als Kühl- und Gefrierladeraum ausgeführt. Dazu kamen abgeteilte Ladeabteile für Spezialladungen. Die zwei verbauten Harland-B&W Sechszylinder-Gegenkolben-Zweitakt-Hauptmotoren leisteten jeweils 7150 PS und erlaubten eine Geschwindigkeit von etwa 17 Knoten. Sie waren für den Betrieb mit Schweröl einer Viskosität von bis zu 1500 Redwoodsekunden bei 100 Fahrenheit ausgelegt.

## Die Schiffe (Auswahl)
| Shaw, Savill & Albion „C“-Klasse    | Shaw, Savill & Albion „C“-Klasse | Shaw, Savill & Albion „C“-Klasse | Shaw, Savill & Albion „C“-Klasse | Shaw, Savill & Albion „C“-Klasse | Shaw, Savill & Albion „C“-Klasse |
| Bauname                             | Bauwerft/ Baunummer              | IMO-Nummer                       | Ablieferung                      | Spätere Namen und Verbleib |                                  |
| ----------------------------------- | -------------------------------- | -------------------------------- | -------------------------------- | --- | -------------------------------- |
| Cedric                              | Harland & Wolff/ 1445            | 5066827                          | 1952                             | 1976 Sea Condor, Abbruch in Kaohsiung ab 20.. September 1976 bei Ton Tai Steel Works                                                  |                                  |
| Cymric                              | Harland & Wolff/ 1453            | 5083368                          | 1953                             | 1973 Durango, Abbruch in Kaohsiung ab 18. Oktober 1975 bei Li Chong Steel & Iron Works                                                |                                  |
| Canopic                             | Vickers-Armstrongs/ 151          | 5060184                          | 1954                             | 1975 Capetan Nicolas, Abbruch in Aliaga ab 27. September 1986 bei Gumuscubuk Gemi Sokum Ticaret                                       |                                  |
| Cretic                              | Swan Hunter/ 1845                | 5082053                          | 1955                             | 1973 Drina, 1976 United Vigour, Abbruch in Kaohsiung ab 23. Dezember 1978 (Ankunft) 24. Januar 1979 bei Nan Long Steel & Iron Company |                                  |
| Carnatic                            | Cammell Laird/ 1269              | 5064623                          | 1956                             | 1973 Darro, 1979 Litska K, 1979 Dimitra, Abbruch in Kaohsiung ab 25. Juni 1979 bei Sie Yung Steel Wire Company                        |                                  |
| Daten: Lloyd’s Register of Shipping |                                  |                                  |                                  | |                                  |